# Dorfkirche Derben

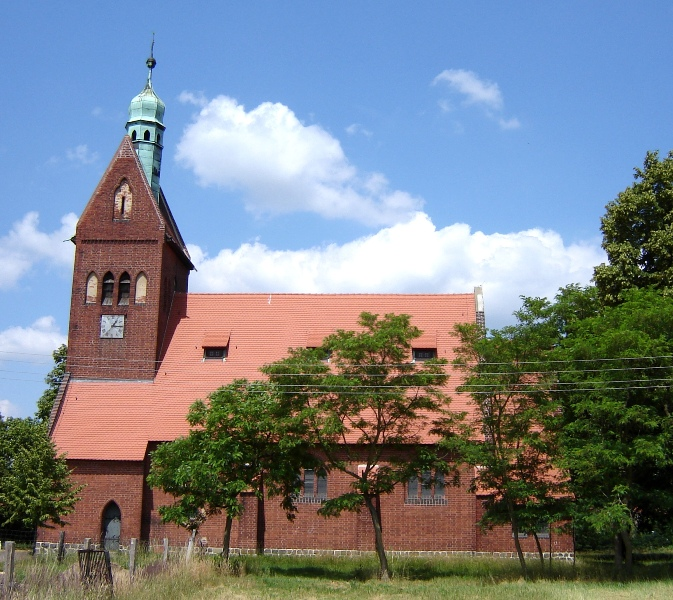
Dorfkirche, Juli 2006

Die Dorfkirche Derben ist das evangelische Gotteshaus von Derben in Sachsen-Anhalt, Deutschland.

## Geschichte
Ende des 14. Jahrhunderts wird Derben als Pfarrdorf erwähnt. Zu dieser Zeit stand im südlichen Teil des Ortes eine romanische Dorfkirche, die aus Feldstein errichtet worden war.
1912 musste die alte Kirche aufgrund ihres schlechten baulichen Zustands abgerissen werden. An ihrer Stelle baute man eine neugotische Kirche aus Backstein-Mauerwerk auf einem Haustein-Sockel. Das Kirchenschiff wurde mit einem Satteldach und seitlichen Strebepfeilern versehen, ebenso erhielt der querrechteckige Turm ein Satteldach, dem ein sechseckiger, mit Kupferblech gedeckter Dachreiter aufgesetzt wurde. Im Osten wurde das Gebäude durch einen ebenfalls querrechteckigen Altarraum abgeschlossen, der schmaler als das Kirchenschiff ist. Im Innern wurde die als Tonnengewölbe ausgeführte hölzerne Decke mit historistischen Bemalungen verziert. An der Westseite wurde eine Empore eingebaut. Aus der alten Kirche wurden das hölzerne Kruzifix aus dem frühen 16. Jahrhundert und ein Opferstock von 1682 übernommen. Außerdem befindet sich in der Kirche ein Kindergrabstein aus der zweiten Hälfte des 16. Jahrhunderts.